# Bad Kleinkirchheim
Bad Kleinkirchheim (fino al 1977 Kleinkirchheim) è un comune austriaco di 1 687 abitanti nel distretto di Spittal an der Drau, in Carinzia; è una nota località termale e stazione sciistica.
La città si sviluppa in una vallata ad un'altezza di 1080 m s.l.m. all'interno del gruppo montuoso delle Alpi della Gurktal, tra il lago di Millstatt e il fiume Gurk.

## Monumenti e luoghi d'interesse

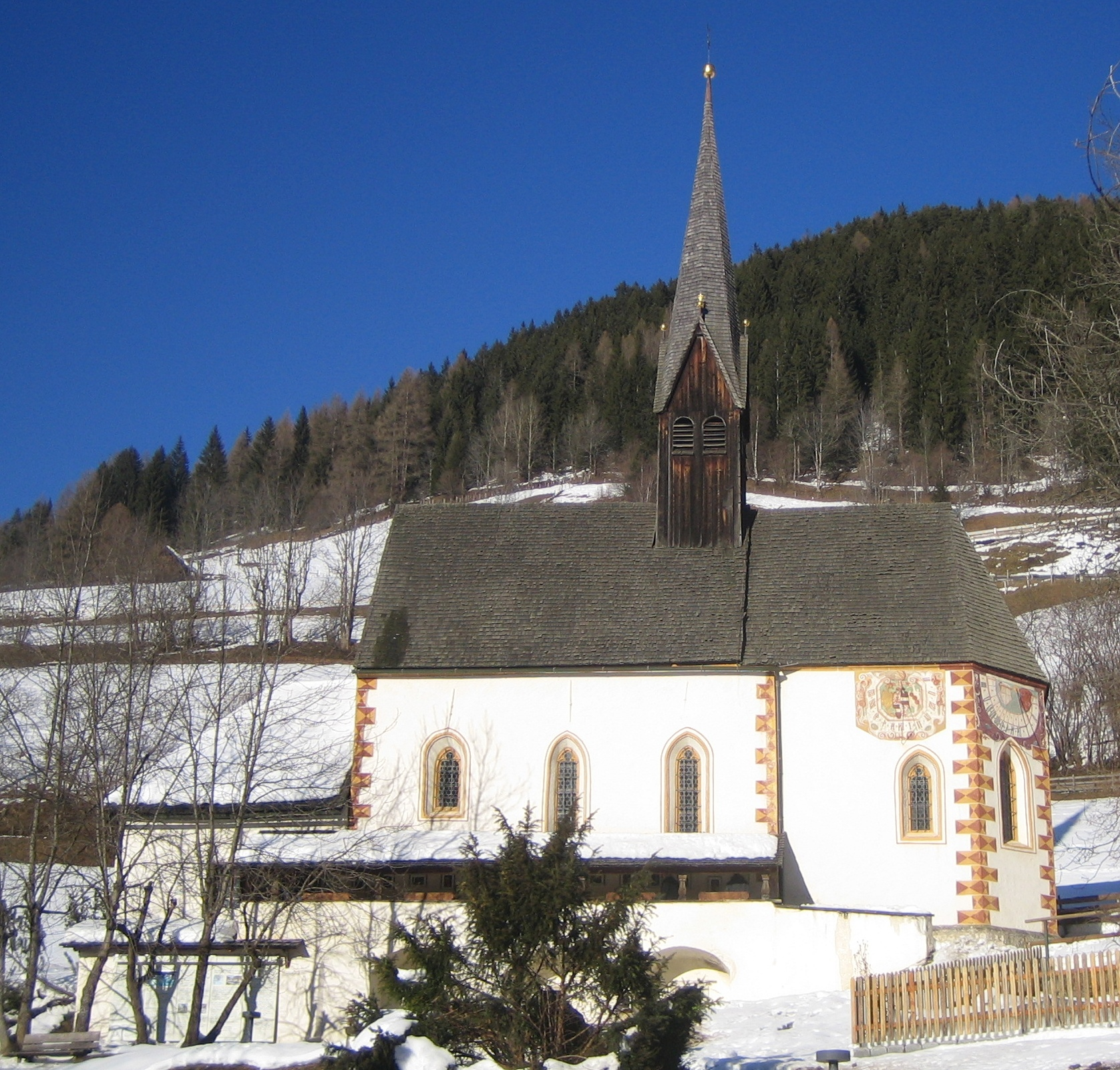
La chiesa di Santa Caterina

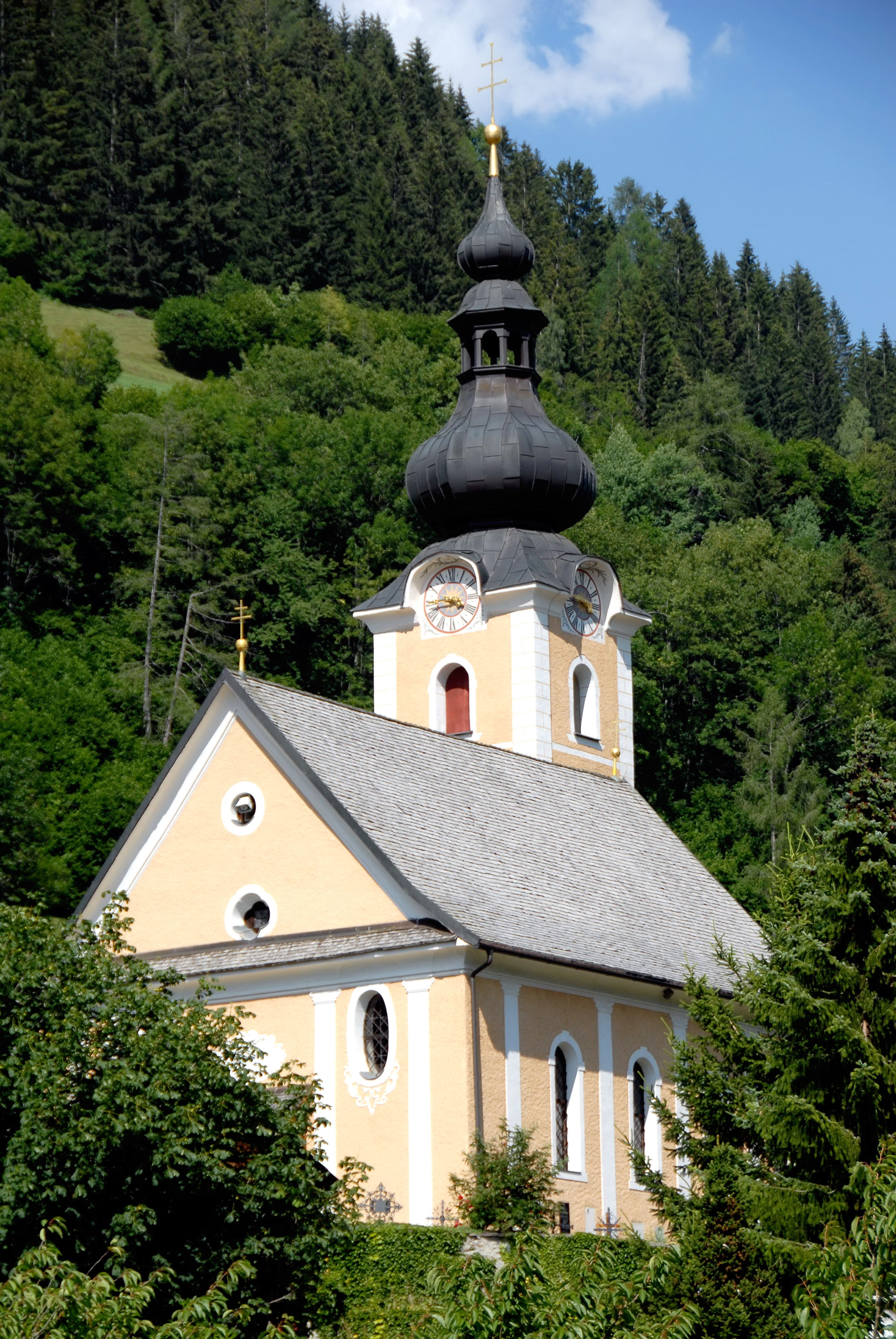
Chiesa parrocchiale di Sant'Ulrico

- La chiesa di Santa Caterina (Filialkirche Sankt Katharina im Bade), costruita nel 1492 in stile gotico, è edificata sopra l'omonima sorgente termale; nella cripta, restaurata nel 1993, viene convogliata l'acqua della sorgente stessa ed è adibita a battistero. La copertura lignea del tetto risale al XVII secolo, sulla quale svetta un piccolo campanile con un'unica campana fusa nel 1469; all'interno si trova un polittico del XVI secolo e le statue lignee dei santi Caterina d'Alessandria, Barbara e Vincenzo.
- La chiesa parrocchiale di Sant'Ulrico,("Pfarrkirche Bad Kleinkirchheim") risalente al 1166 e rifatta in stile barocco nel 1743 dopo la distruzione dovuta ad un incendio. Nel 1837 fu aggiunta la torre campanaria con il caratteristico tetto a bulbo. La campana risale al XIII secolo.
- Gli antichi mulini: il Trattnig Mühle e il Gatterer Mühle che nel XIX secolo rappresentavano il simbolo della località.
- La chiesa di Sant'Osvaldo (Pfarrkirche Sankt Oswald ob Bad Kleinkirchheim), nell'omonima frazione.

## Economia
Tra le sue celebri terme spiccano le Therme Sankt Kathrein e il Römerbad.

## Sport
Gli impianti sciistici contano su più di 180 km di piste, con 32 impianti di risalita. Ha ospitato, tra l'altro, i Campionati mondiali juniores di sci alpino 1986, Campionati austriaci di sci alpino 2001 e numerose gare della Coppa del Mondo di sci alpino, sulla pista intitolata a Franz Klammer.